# Maxova nádrž
Maxova nádrž (též Maxův klauz) je splavovací nádrž nacházející se na říčce Smradlava, na severním svahu hraničního hřebene Moravskoslezských Beskyd v nadmořské výšce 647 m. Jedná se o největší beskydský klauz se sypanou hrází, která je 30 m dlouhá a 8 m vysoká. Objem nádrže je cca 15 500 m³.

## Historie
Maxova nádrž pro zachycení vody k plavení dřeva byla vybudována po roce 1836, kdy při modernizaci frýdlantských železáren došlo ke stavbě pomocných objektů. Pojmenována byla na počest olomouckého arcibiskupa Maxmiliána Josefa Sommerau-Beckha (v úřadu 1836 - 1853). Na konci 19. století převzata do péče lesní správy. Nádrž musela být několikrát opravována (1968, kompletní rekonstrukce hráze proběhla 1992–1993), ovšem po opakovaných povodních z let 2008 - 2013 je opět poškozena.

## Fauna
Nádrž byla osazena pstruhem obecným.